# Mizuta Wasabi
Mizuta Wasabi (水田 山葵 Mizuta Wasabi, Thủy Điền Sơn Quỳ), sinh 4 tháng 8 năm 1974 tại Aoyama, Mie, là một nữ seiyū (diễn viên lồng tiếng). Hiện nay, cô sống ở Iga, Mie và làm việc cho ban quản lý seiyū Ken Production của Utsumi Kenji.
Vào tháng 4 năm 2005, cô tham gia lồng tiếng nhân vật Doraemon trong loạt phim hoạt hình dài cùng tên. Ngoài ra cô ấy cũng thường xuất hiện trong loạt phim Pokémon phiên bản Nhật với vai trò là diễn viên lồng tiếng cho Pokémon của Satoshi (Ash): Tepid.

## Vai lồng tiếng nổi bật
- Arc the Lad (Poko)
- Cyber Team in Akihabara (Biriken)
- Atashin'chi (Kawajima)
- Otogizoshi (Kintarou)
- Onmyō Taisenki (Shinonome)
- Fighting Beauty Wulong (Megumi Yagi)
- Konjiki no Gash Bell!! (Majiro)
- Crayon Shin-chan (Hitoshi Honda (vai thứ hai))
- Keroro Gunso (Child)
- Seto Kaiba (Hyo-Hyo)
- Kotencotenco (Nekomori)
- Guardian of the Sacred Spirit (Kohyoi)
- Hamtaro (Taiho-kun)
- Doraemon (Doraemon (2005–nay)
- Nintama Rantarou (Kameko Fukutomi)
- Beyblade (Boris)
- Hikaru - Kì thủ cờ vây (Yuta Fukui)
- Busou Renkin (Angel Gozen)
- Full Metal Panic? Fumoffu (Bonta-kun)
- Mirmo! Series (Gepapa, Fia, Takosu)
- . Pokémon(Pokabu (Tepig) và Chaobu (Pignite) của Satoshi)
- . Tamagotchi!(Uwasatchi)

## Vai khác
- Invader Zim GIR
- Recess (TV Series) T.J. Detweiler